# Ерботћан
Ерботћан (мађ. Őrbottyán) је насеље у централној Мађарској. Ерботћан је веће насеље у оквиру пештанске жупаније.

## Географија

### Локација
Ерботћан се налази у спољној зони агломерације Будимпеште, око 30 километара североисточно од престонице, у брду Геделе који припада  западним обронцима Черхата.
Насеља која се директно граниче су: Вацхартјан и Кишнемеди са севера, Вацкишујфалу са североистока, Вацегреш са истока, Ердекертеш са југоистока, Верешеђхаз са југа, Чомад са југозапада и Вацратот са северозапада.

## Историја
Данашњи Ерботћан настао је 1. јула 1970. спајањем Орсентмиклоша и Вацотћана.
Име Ерсентмиклош се први пут појављује у писаним изворима 1344. године као вила санкти Николај, а затим 1390. као Сент Миклош. У документима се Вацботћан помиње као Ботуна између 1332-1337, а затим као Батиан 1376. Два средњовековна села су опустела током турских освајања ових крајева, у 17. и 18. веку. на прелазу векова Пустасентмиклош су обновили Мађари, док су Боћан обновили Словаци, први се помиње и као Кишсентмиклош, Фелсентмиклош и Васзентмиклош из 18. века.
Према попису из 1773. године, Кишсентмиклос и Ботћан су била села која се налазе у округу Вац у жупанији Пешта, у првом са мађарским, а у другом словачком становништву. На основу пописа Елека Фењеша из 1851. године, Кишсентмиклош је било мађарско село које се налази у округу Вац у жупанији Пешта-Пилиш, у „пријатном, брдовитом крају“ са плодним ораницама, добрим грожђем и вином, као део имања Грасалковића. Боћан, насељен Словацима, који се налазио у истој административној јединици, био је власништво црквене ризнице, такође са „брдовитом и плодном“ границом. Године 1875. на територији војне болнице Кишсентмиклош пронађена је штампарска машина из 1848. 5. чете 6. хонведског батаљона, која је послата у Народни музеј. Године 1895, Орсентмиклош је било велико село, а Вацботћан је било мало село, класификовано под Ерсентмиклош. Њихова имена са карактеристичним префиксима (Ер-, Вац-) стечена су 1900. године.
Живот два пољопривредна насеља радикално је променила прва електрификована железничка линија у Мађарској, пруга локалног интереса Будимпешта-Верешеђхаз-Вац, испоручена 1911. године. Сабурбанизација је почела 1920-их након парцелације, фабрички радници и службеници који су углавном радили у Будимпешти или Ујпешту нашли су нови дом у близини заједничке железничке станице два села. 1933. године Орсентмиклош је било велико село које се састојало од 284 куће са 1.335 становника, 1 римокатоличке и 1 реформаторске основне свакодневне народне школе и опште средње народне школе, и фабрике цигле која ради од тада. Вацботћан је био мање динамичан испоруком железнице, у његовој 131 кући живео је 631 становник и имао је 1 римокатоличку дневну основну школу и средњу општу школу.
И поред започетог развоја, досељеници су дуго били у мањини у односу на сељане, а чекао их је и развој модерне инфраструктуре. Године 1949. већина становништва је и даље радила у пољопривреди, четвртина становништва Ерсентмиклоша, само шестина становника Вацботћана је живела од индустрије (укључујући чланове породице), поред тога, отприлике десетина становништва је нашла посао у сектору саобраћаја и у области јавних услуга. После Другог светског рата, поред непостојања водоводне мреже, струју је имала само шестина од велике већине једнособних или двособних станова.
После Другог светског рата, захваљујући новим поделама, процеси су се убрзали, а становништво Ерботћана се удвостручило до промене режима. Развоју је умногоме олакшано ограничење приступа становању у Будимпешти 1965. године, па се део радне снаге престоничких фабрика настанио у Ерботћану и у предграђима сличних карактеристика.
Након промене режима, наступила је најбржа фаза развоја у Ерботћановој историји, између 1990. и 2012. године стамбени фонд се удвостручио, становништво се повећало са 4.000 на 7.400, а јавна канализациона мрежа је изграђена до 2010. године.
На препоруку министра државне управе и правде, градско звање Ерботћан је добио 15. јула 2013. године.

## Становништво
Током пописа 2011. године, 86,7% становника се изјаснило као Мађари, 0,6% као Роми, 0,6% као Немци и 0,3% као Румуни (13,2% се није изјаснило). 
Верска дистрибуција је била следећа: римокатолици 26,8%, реформисани 15%, лутерани 2%, гркокатолици 0,7%, неденоминациони 21,7% (30% се није изјаснило).